# Eleonore Dehnerdt

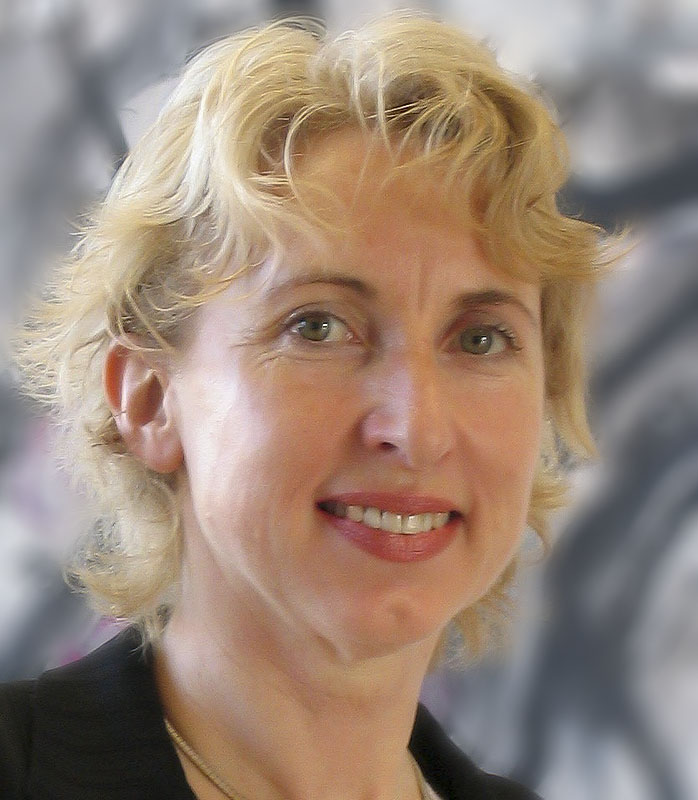
Eleonore Dehnerdt

Eleonore Dehnerdt (* 1956 in Urbach) ist eine deutsche Schriftstellerin.

## Leben
Aufgewachsen in Süddeutschland studierte sie in Hildesheim Sozialpädagogik und arbeitete unter anderem in der Familien- und Jugendhilfe. 1999 veröffentlichte sie ihren ersten Roman. Sie schreibt Lyrik, Liedtexte, Begleittexte für Bildbände, vor allem aber historische Romanbiografien. Seit 1999 erschienen Romane über Katharina von Bora (die Frau Martin Luthers), Katharina von Siena, Anna Magdalena Bach, Herzogin Elisabeth von Calenberg/Göttingen, Kunigunde von Luxemburg und Hildegard von Bingen. Seit 2010 ist sie hauptberufliche Schriftstellerin.
Eleonore Dehnerdt ist Mitglied im Verband deutscher Schriftsteller, bei den BücherFrauen e.V. – Women in Publishing und der Künstlervereinigung DAS RAD.

## Werke
- Kloster, Pest und Krippenspiel – Das Leben der Katharina von Bora, Neukirchen-Vluyn 1999, neu überarbeitete Auflage des Longsellers aus dem Jahr 1999, Berlin 2012, ISBN 978-3-86386-362-3
- Anna Magdalena Bach, Biografie zum 300. Geburtstag, Neukirchen-Vluyn 2001, ISBN 3-7615-5134-7
- Katharina von Siena – Das Leben der Heiligen Katharina von Siena, 14. Jahrhundert, Italien, Gießen 2004, ISBN 3-7655-1851-4
- Die Sängerin – Das Leben der Anna Magdalena Bach, Gießen 2007, ISBN 978-3-7655-1962-8; Taschenbuchausgabe 2011, ISBN 978-3-7655-4108-7
- Die Reformatorin – Das Leben der Herzogin Elisabeth von Calenberg/Göttingen, 16. Jahrhundert, Holzgerlingen 2010, 2. Auflage 2011, ISBN 978-3-7751-5181-8
- Das Gelübde der Kaiserin – Das Leben Kunigundes, heiliggesprochene Kaiserin und Nonne, zur 1000 jährigen Kaiserkrönung 2014, Holzgerlingen 2013, ISBN 978-3-7751-5479-6
- Gutes Leben – Hildegard-Heilwissen für Körper und Seele, Gesundheitsbuch für Frauen, Verlag "Welt der Frau", Linz 2013
- Katharina – Die starke Frau an Luthers Seite, Gießen 2015, ISBN 978-3-7655-4274-9
- Katharina von Siena – Ein Leben für den Glauben, Leipzig 2015, ISBN 978-3-7462-4444-0
- Und Barbarossa weinte – In Memoriam Kaiserin Beatrix von Burgund, Manuela Kinzel Verlag, Göppingen 2016, ISBN 978-3-95544-052-7
- Elisabeth – die Reformatorin, Das Leben der Herzogin Elisabeth von Brandenburg-Lüneburg, Gräfin von Henneberg 1510-1558, Holzminden 2017, Erweiterte Neuauflage, ISBN 978-3-95954-035-3

## Beiträge in
- Der Wolken, Luft und Winden gibt Wege, Lauf und Bahn..., Ein Lesebuch zu Liedern von Paul Gerhardt, Gießen 2006, ISBN 3-7655-3840-X
- Gib mir die Gelassenheit … Dinge hinzunehmen, die ich nicht ändern kann. Gießen 2007, ISBN 978-3-7655-1948-2
- Stadtansichten – Höxteraner Perspektiven in Wort und Bild, Bildband, Höxter 2010, ISBN 978-3-8391-8303-8
- Ein Lächeln für jeden Tag, Aufstellbuch, Gießen 2011, ISBN 978-3-7655-7003-2
- Kleine Wegweiser zum Glück, Hrsg. Eva-Maria Busch, Gießen 2013, ISBN 978-3-7655-1261-2
- Blumen sind das Lächeln der Erde, Kleine Erzählungen für Gartenfreunde, Gießen 2013, ISBN 978-3-7655-4201-5
- Spuren im Sand – Spuren in meinem Leben, Gießen 2014, ISBN 978-3-7655-0906-3
- Geheimakte Luther: Auf Entdeckungsreise zum Reformator, Moers 2014, ISBN 978-3-86506-629-9
- Juhu, Schlawienerle zum Mittagessen!: Schwäbischer Kindermund 2, Karlsruhe 2015, ISBN 978-3-945750-54-4